# Castelnau-Magnoac
Castelnau-Magnoac (okzitanisch: Castèthnau de Manhoac) ist eine französische Gemeinde mit 765 Einwohnern (Stand: 1. Januar 2022) im Département Hautes-Pyrénées in der Region Okzitanien; sie gehört zum Arrondissement Tarbes. Die Einwohner werden Magnoacais genannt.

## Geografie
Castelnau-Magnoac liegt rund 35 Kilometer nordöstlich der Stadt Tarbes im Osten des Départements Hautes-Pyrénées an der Grenze zum Département Gers. Umgeben wird Castelnau-Magnoac von den Nachbargemeinden Peyret-Saint-André im Norden, Chélan (im Département Gers) im Norden und Nordosten, Sariac-Magnoac im Nordosten, Aries-Espénan im Osten und Südosten, Cizos im Süden, Organ im Südwesten, Barthe im Westen und Südwesten sowie Laroque im Westen und Nordwesten.

## Bevölkerungsentwicklung
| Jahr                       | 1962  | 1968  | 1975 | 1982 | 1990 | 1999 | 2006 | 2013 |
| Einwohner                  | 1.016 | 1.024 | 924  | 886  | 797  | 750  | 761  | 768  |
| Quellen: Cassini und INSEE |       |       |      |      |      |      |      |      |

## Sehenswürdigkeiten
- Stiftskirche Notre-Dame-de-l'Assomption
- Museum des 49. Infanterie-Regiments

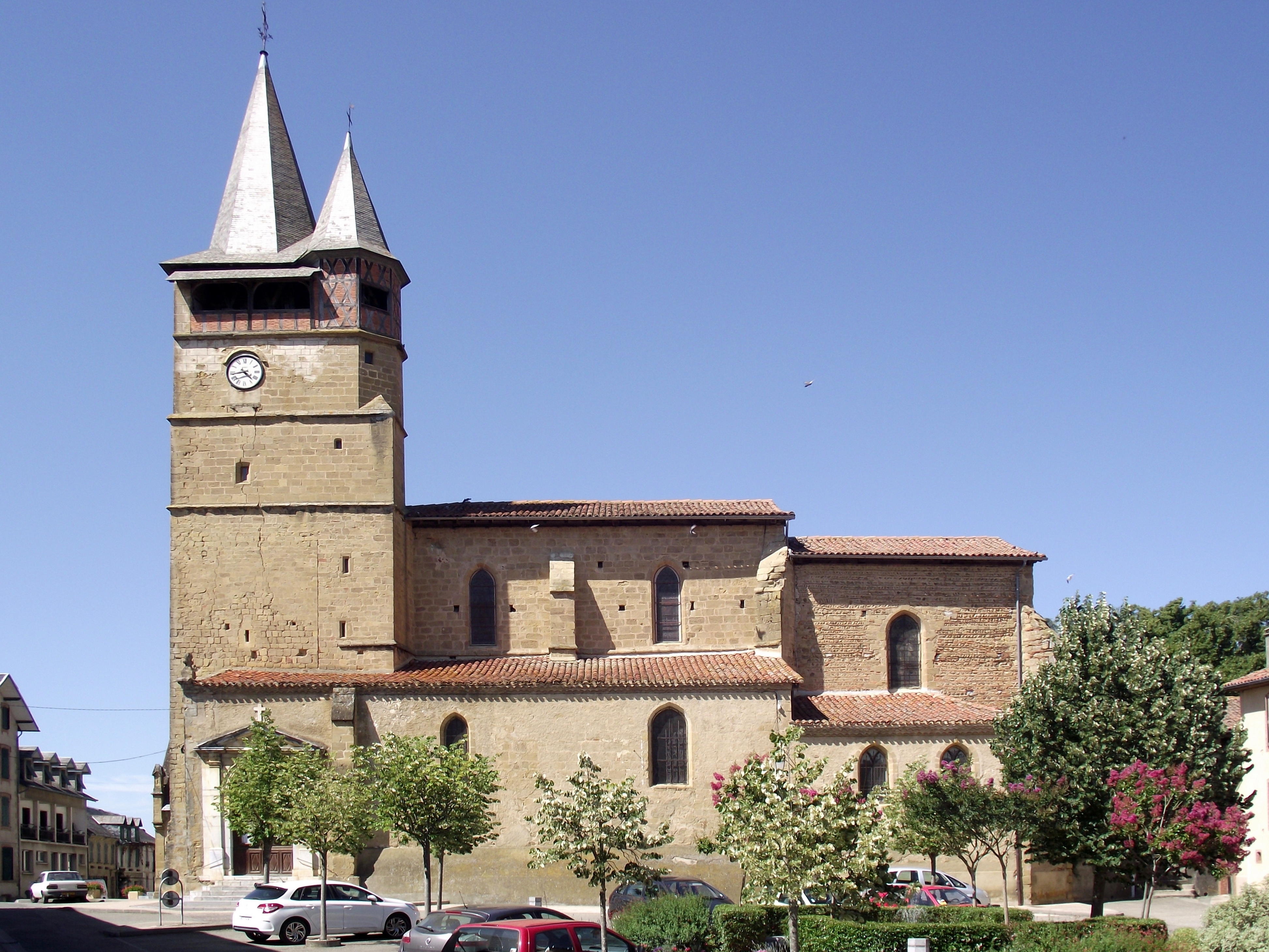
Stiftskirche Notre-Dame-de-l'Assomption

## Gemeindepartnerschaft
Mit der französischen Gemeinde Plouguiel im Département Côtes-d’Armor besteht seit 1999 eine Partnerschaft.

## Persönlichkeiten
- Jean-Melchior d’Abadie (1748–1820), Maler
- Antoine Dupont (* 1996), Rugby-Union-Spieler
- Louis Lartet (1840–1899), Geologe und Prähistoriker